# PASMO
PASMO (パスモ, Pasumo), est une carte à puce sans contact, utilisée notamment pour le métro de Tokyo comme moyen de payement (porte-monnaie électronique) et titre de transport.

## Utilisation
Lors de l'entrée dans le réseau ferroviaire, l'usager approche la carte d'un terminal dédié. Ce dernier alors authentifie et ouvre une session sur la carte en inscrivant le nom de la gare d'entrée. Lors de la sortie du réseau ferroviaire, l'usager répète la manipulation. Le terminal de la gare de sortie connait alors le trajet effectué par l'usager, et éventuellement débite le compte présent dans la carte en fonction de la distance parcourue.
Étant donc de type pré-payée, la carte doit contenir (sous forme électronique) une somme d'argent supérieure ou égale à celle nécessaire pour le trajet minimum. Cette carte est rechargeable sur des bornes situées à l'entrée des gares ainsi que sur les quais, et permet de passer les portiques en approchant simplement la carte d'un capteur. La carte fonctionne même à travers du tissu ou du cuir, il n'est donc pas nécessaire de la sortir de son portefeuille ou de sa poche. La distance entre la carte et le terminal pouvant aller jusqu'à quelques centimètres.

Comment utiliser PASMO sur un terminal

## Entreprises acceptant PASMO
Au 12 mars 2022, 28 entreprises ferroviaires et 75 compagnies de bus acceptent PASMO.

### Compagnies ferroviaires
(métro, monorail et tramway compris)
- Chichibu Railway
- Enoshima Electric Railway (Enoden)
- Hakone Tozan Railway
- Hokuso-Railway
- Izuhakone Railway (ligne Daiyuzan uniquement)
- Kanto Railway
- Keikyū
- Keiō Corporation
- Keisei Electric Railway
- Metropolitan Intercity Railway Company (Tsukuba Express)
- Monorail de Chiba (depuis le 14 mars 2009)
- Monorail Disney Resort Line
- Monorail Shōnan
- Monorail Tama Toshi
- New Transit Yurikamome
- Odakyu Electric Railway
- Sagami Railway (Sōtetsu)
- Saitama Railway Corporation
- Seibu Railway
- Shin-Keisei Electric Railway
- Tobu Railway
- Tokyu Corporation
- Tokyo Metro (Métro de Tokyo)
- Bureau des Transports de la Métropole de Tokyo (Toei) (Métro de Tokyo, Nippori-Toneri Liner et Toden Arakawa)
- Toyo Rapid Railway
- Yokohama City Transportation Bureau (Métro de Yokohama)
- Yokohama Minatomirai Railway
- Yokohama Seaside Line

### Compagnies de bus
- Izu Hakone Bus (伊豆箱根バス)
- Eagle Bus (イーグルバス)
- Enoden Bus (江ノ電バス)
- Odakyu Bus (小田急バス)
- Odakyu Highway Bus (小田急ハイウェイバス)
- Kanagawa Chuo Kotsu (神奈川中央交通)
- Kanagawa Chuo Kotsu Higashi (神奈川中央交通東)
- Kanagawa Chuo Kotsu Nishi (神奈川中央交通西)
- Kanachu Kanko (神奈中観光)
- Kawasaki City Transportation Bureau (川崎市交通局) : Kawasaki City Bus
- Kawasaki Tsurumi Rinko Bus (川崎鶴見臨港バス)
- Kan'etsu Kotsu (関越交通)
- Kanto Railway (関東鉄道)
- Kantetsu Kanko Bus (関鉄観光バス)
- Kantetsu Green Bus (関鉄グリーンバス)
- Kantetsu Purple Bus (関鉄パープルバス)
- Kanto Bus (関東バス)
- Keio Dentetsu Bus (京王電鉄バス)
- Keio Bus (京王バス)
- Keio Bus Koganei (京王バス小金井)
- Keisei Bus (京成バス)
- Chiba Chuo Bus (千葉中央バス)
- Chiba Kaihin Kotsu (千葉海浜交通)
- Chiba Nairiku Bus (千葉内陸バス)
- Tokyo BayCity Kotsu (東京ベイシティ交通)
- Chiba Flower Bus (ちばフラワーバス)
- Chiba Rainbow Bus (ちばレインボーバス)
- Chiba City Bus (ちばシティバス)
- Chiba Green Bus (ちばグリーンバス)
- Keisei Townbus (京成タウンバス)
- Keisei Transit Bus (京成トランジットバス)
- Keisei Bus System (京成バスシステム)
- Narita Kuko Kotsu (成田空港交通)
- Keihin Kyuko Bus (京浜急行バス)
- Kokusai Kyogo (国際興業)
- Kominato Railway (小湊鐵道)
- Sotetsu Bus (相鉄バス)
- Seibu Bus (西武バス)
- Seibu Kanko Bus (西武観光バス)
- Tachikawa Bus (立川バス)
- Chiba Kotsu (千葉交通)
- Keisei Taxi Narita (京成タクシー成田)
- Tokyu Bus (東急バス)
- Tokyu Transsés (東急トランセ)
- Tokyo Transport Service (東京空港交通)
- Bureau des Transports de la Métropole de Tokyo (東京都交通局) : Toei Bus
- Tobu Bus Central (東武バスセントラル)
- Tobu Bus West (東武バスウエスト)
- Tobu Bus Nikko (東武バス日光)
- Asahi Motor (朝日自動車)
- Ibakyu Motor (茨城急行自動車)
- Kokusai Juo Kotsu (国際十王交通)
- Kawagoe Kanko Motor (川越観光自動車)
- Bando Bus (阪東自動車)
- Tōyō Bus (東洋バス)
- Chiba Seaside Bus (千葉シーサイドバス)
- Nishi Tokyo Bus (西東京バス)
- Nitto Kotsu (日東交通)
- Hakone Tozan Bus (箱根登山バス)
- Tokai Bus (東海バス)
- Hitachi Jidosha Kotsu (日立自動車交通)
- Fujikyu Mobility (富士急モビリティ)
- Fuji Express (フジエクスプレス)
- Fujikyu Shonan Bus (富士急湘南バス)
- Fujikyu Bus (富士急バス)
- Fujikyu City Bus (富士急シティバス)
- Fujikyu Shizuoka Bus (富士急静岡バス)
- Funabashi Shinkeisei Bus (船橋新京成バス)
- Matsudo Shinkeisei Bus (松戸新京成バス)
- Heiwa Kotsu (平和交通)
- Aska Kotsu (あすか交通)
- Nishizaki Kanko (西岬観光)
- Yamanashi Kotsu (山梨交通)
- Yokohama City Transportation Bureau (横浜市交通局) : Yokohama City Bus
- Yokohama Traffic Development (横浜交通開発)

## Technologie
PASMO repose sur la technologie FeliCa mise au point par Sony.